# Attentat de Mogadiscio du 3 décembre 2009
Pour les articles homonymes, voir Attentat de Mogadiscio.
L'attentat de Mogadiscio du 3 décembre 2009 est un attentat-suicide qui s'est produit durant une remise de diplômes d'étudiants, à Mogadiscio, dans l'hôtel Shamo, dans le sud de la ville. L'attentat a fait 24 morts, dont quatre ministres du gouvernement de transition.
Cet attentat à la bombe est l'un des plus violents depuis la généralisation de la guerre civile, à la suite de la chute du président Mohamed Siad Barre le 9 novembre 1991.
Le mouvement islamiste Al-Shabaab affirme ne pas avoir organisé cet attentat. Un porte-parole, Ali Mohamed Rage, va jusqu'à déclarer qu'il peut s'agir d'un complot du gouvernement lui-même, en pointant du doigt le fait que certains ministres avaient quitté les lieux peu avant l'explosion. Le groupement Hizbul Islam a également nié toute implication dans cet attentat.

## Déroulement des faits
L'attentat s'est produit durant une remise de diplômes d'étudiants en médecine issus d'une école privée, le jeudi 3 décembre 2009. 43 étudiants (en médecine, ingénierie et informatique) étaient présents. Le kamikaze, déguisé en femme et voilé, s'était approché de l'estrade avant de faire exploser une charge dissimulée sous ses habits.

## Victimes
Le bilan était de 20 morts au soir de l'attentat, dont trois journalistes, et trois ministres du gouvernement de transition somalien (le TFG, Gouvernement Fédéral de Transition) ayant été tués sur le coup. Un quatrième ministre, celui des Sports, Suleyman Olad Roble, grièvement blessé, meurt deux jours plus tard, le samedi 5 décembre, dans l'hôpital Aga Khan de Nairobi, ce qui porte ce jour-là le nombre de victimes à 24.
4 ministres
- Ministre de l’Enseignement supérieur, Ibrahim Hassan Addow
- Ministre de l’Éducation, Mohammed Abdullhai Waayel
- Ministre de la Santé, Qamar Aden Ali
- Ministre des Sports, Suleyman Olad Roble (mort deux jours plus tard à Nairobi)

3 journalistes, dont
- Hassan Zubeyr Hadji, cameraman de la chaîne Al-Arabiya
- Mohamed Amin Aden, journaliste de radio Shabelle

Étudiants, médecins et personnel éducateur
- dont une majorité d'étudiants en médecine

## Réactions
Bernard Kouchner a déclaré que « la France condamne avec la plus grande fermeté l'attentat suicide qui vient de frapper un hôtel à Mogadiscio [...] » et réaffirmé « également [son] plein appui au gouvernement fédéral de transition, seule autorité politique légitime en Somalie ».
En Chine, la porte-parole du ministère chinois des Affaires étrangères, Jiang Yu, a notamment déclaré : « Nous exprimons nos profondes condoléances aux familles des victimes et aux blessés ».
Cet attentat a été la goutte de trop pour certains combattants d'Al-Shabab, qui ont fait défection après cette date, considérant l'attaque contre des civils somaliens comme intolérable.